# Jonas McCord
Jonas McCord (Washington, 13 giugno 1952) è un produttore cinematografico, regista e sceneggiatore statunitense.

## Carriera
Nel 2009 fu incaricato come produttore di un film indipendente basato sul poema epico Paradiso perduto di John Milton, insieme a Hank McCann e Bob Knotek, la cui uscita era prevista nel 2012. Il film venne in seguito cancellato a causa del budget troppo elevato.
Dal settembre 2010 McCord è impegnato nella scrittura della sceneggiatura di Reagan, film biografico di cui è anche produttore insieme a Ralph Winter, sull'ex presidente degli Stati Uniti d'America Ronald Reagan.

## Filmografia

### Produttore
- Vietnam Requiem, regia di Jonas McCord - documentario (1984)
- The Young Riders (1986)
- Women of Valor, regia di Buzz Kulik - film TV (1986)
- La sporca dozzina (Dirty Dozen: The Series) - serie TV, 5 episodi (1988)
- I ragazzi della prateria (The Young Riders) - serie TV, 4 episodi (1989-1991)
- Class of '61, regia di Gregory Hoblit - film TV (1993)
- Pianeta Terra: cronaca di un'invasione (Earth: Final Conflict) - serie TV, 12 episodi (1997-1998)
- The Company, regia di Robert Altman (2003)
- Eulogy, regia di Michael Clancy (2004)
- Havoc - Fuori controllo (Havoc), regia di Barbara Kopple (2005)
- Chiedi alla polvere (Ask the Dust), regia di Robert Towne (2006)

### Regista
- Vietnam Requiem - documentario (1984)
- I racconti della cripta (Tales from the Crypt) - serie TV, episodio 6x07 (1994)
- The Body (2001)

### Sceneggiatore
- Vietnam Requiem, regia di Jonas McCord - documentario (1984)
- The Young Riders (1986)
- Women of Valor, regia di Buzz Kulik - film TV (1986)
- La sporca dozzina (Dirty Dozen: The Series) - serie TV, episodio 1x01 (1988)
- I ragazzi della prateria (The Young Riders) - serie TV, episodio 1x07 (1989)
- Class of '61, regia di Gregory Hoblit - film TV (1993)
- Malice - Il sospetto (Malice), regia di Harold Becker (1993)
- Pianeta Terra: cronaca di un'invasione (Earth: Final Conflict) - serie TV, episodio 1x22 (1998)
- The Body, regia di Jonas McCord (2001)